# Skytrak
Skytrak in Granada Studios (Manchester, England, UK) war eine Stahlachterbahn des Herstellers Skytrak International (Tochterunternehmen von Fairport Engineering), die im Oktober 1997 als Gladiators Skytrak eröffnet wurde. Sie war der erste Flying Coaster weltweit und auch die einzige Achterbahn des Herstellers. Auf Grund von Problemen mit der Bahn wurde Skytrak nicht wie geplant im Sommer 1997 eröffnet. Bereits 1998 wurde die Bahn wieder geschlossen und später verschrottet.
Die 390,8 m lange Strecke erreichte eine Höhe von 15,2 m.

## Wagen
Skytrak besaß fünf einzelne Wagen. In jedem Wagen konnte eine Person liegend Platz nehmen.